# Beta Volantis
Beta Volantis (β Volantis, förkortat Beta  Vol, β Vol) som är stjärnans Bayerbeteckning, är en ensam stjärna belägen i den nordöstra delen av stjärnbilden Flygfisken. Den har en skenbar magnitud på 3,75, är den ljusaste stjärnan i stjärnbilden och är synlig för blotta ögat där ljusföroreningar ej förekommer. Baserat på parallaxmätning inom Hipparcosuppdraget på ca 30,3 mas, beräknas den befinna sig på ett avstånd på ca 108 ljusår (ca 33 parsek) från solen.

## Egenskaper
Beta Volantis är en orange till gul jättestjärna av spektralklass K2 III och befinner sig i röda klumpen, vilket betyder att den ligger på den horisontella grenen och genererar energi genom fusion av helium i dess kärna. Den har en massa som är ca 1,6 gånger större än solens massa, en radie som är ca 8,5 gånger större än solens och utsänder från dess fotosfär ca 41 gånger mera energi än solen vid en effektiv temperatur på ca 4 500 K.